# Wappen der Gemeinde Eitting
Das Wappen der Gemeinde Eitting ist seit 1967 neben der Flagge das offizielle Hoheitszeichen von Eitting. 

## Blasonierung
„Im Wellenschnitt schräglinks geteilt von Rot und Gold; oben die wachsende Krümme eines Bischofsstabes, unten ein schwarzer Eberkopf.“

## Geschichte
Das Wappen wurde vom Gautinger Heraldiker Heinz Bessling gestaltet.
Der Wellenschnitt im Wappen kennzeichnet den Kanal der Mittleren Isar, der durch die Gemarkung Eitting zieht. Bedeutend für die Geschichte der Gemeinde ist die ehemalige Hofmark Eitting des Hochstiftes sowie des Domkapitels Freising. Dies wird durch den Bischofsstab im Wappen sowie die Farbgebung in Schwarz, Gold und Rot symbolisiert.
Der Eberkopf entstammt dem Wappen der Adelsfamilie von Ebersbeck, die in Eitting Besitz besaßen.
Das Bayerische Staatsministerium des Innern genehmigte mit Beschluss vom 13. März 1967 die Führung des Wappens durch die Gemeinde.